# Il virginiano (romanzo)
Il virginiano (The Virginian) è un romanzo del 1902 scritto da Owen Wister.
Il libro ha ricevuto diversi adattamenti cinematografici tra cui The Virginian (1914), L'uomo della Virginia (1929), Il virginiano (1946), oltre ad aver ispirato l'omonima serie televisiva.

## Trama
Ambientato nel Territorio del Wyoming, il protagonista è un cowboy chiamato "il virginiano".